# Khoi Young
Khoi Young (Bowie, 31 de diciembre de 2002) es un deportista estadounidense que compite en gimnasia artística. Ganó tres medallas en el Campeonato Mundial de Gimnasia Artística de 2023, plata en salto de potro y caballo con arcos y bronce por equipos.

## Palmarés internacional
| Campeonato Mundial | Campeonato Mundial | Campeonato Mundial | Campeonato Mundial   |
| Año                | Lugar              | Medalla            | Prueba               |
| ------------------ | ------------------ | ------------------ | -------------------- |
| 2023               | Amberes (Bélgica)  | Medalla de plata   | Caballo con arcos    |
| 2023               | Amberes (Bélgica)  | Medalla de plata   | Salto de potro       |
| 2023               | Amberes (Bélgica)  | Medalla de bronce  | Concurso por equipos |